# هوندا سی‌بی۵۰
هوندا سی‌بی۵۰ (به انگلیسی: Honda CB50) یک موتورسیکلت خیابانی ۵۰ سی‌سی، تک‌سیلندر، چهارزمانه که توسط شرکت هوندا موتور ژاپن، از سال ۱۹۷۱ تا ۱۹۸۲ تولید می‌شد.

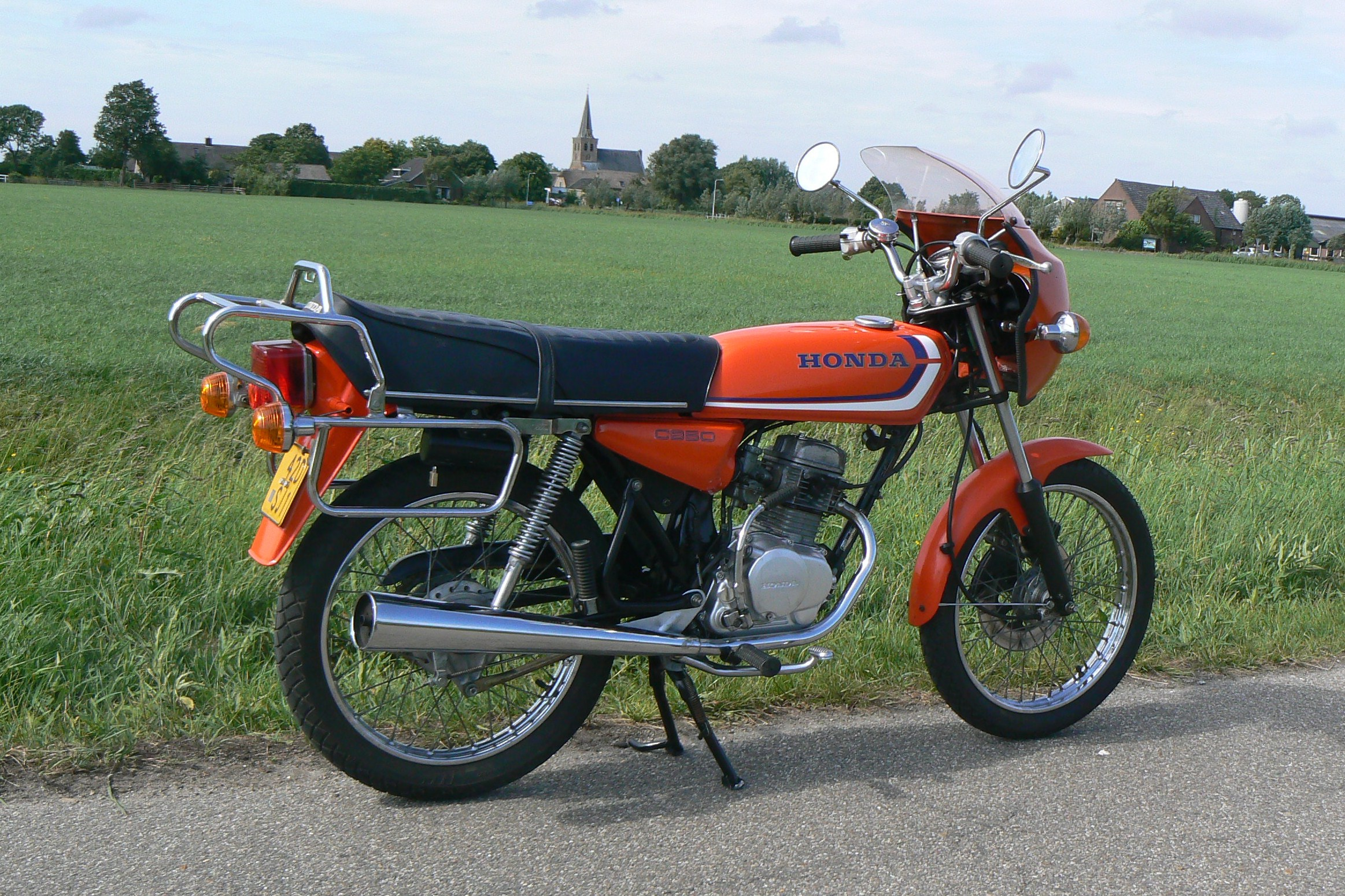
هوندا سی‌بی۵۰